# Холостенко Іван Іванович
Іван Іванович Холостенко (20 червня 1968, с. Маразліївка, Одеська область) — український дипломат. Надзвичайний і Повноважний Посол України в Нігерії (з 26 грудня 2022).

## Життєпис
До призначення на посаду посла України в Нігерії працював на посаді заступника директора департаменту — начальника відділу дипломатичних привілеїв та імунітетів Департаменту державного протоколу Міністерства закордонних справ України (2020—2022). Був Консулом — керівником Консульства України в Брно (2015—2020).
26 квітня 2023 року вручив копії Вірчих грамот Директору Протоколу Міністерства Закордонних справ Нігерії Ібрагіму Занні.
15 грудня 2023 року вручив вірчі грамоти Президенту Федеративної Республіки Нігерія Бола Ахмеду Тінубу.
27 березня 2024 року вручив вірчі грамоти Президенту Комісії ЕКОВАС Омару Туре.

## Особисте життя
Одружений, має сина і доньку.
Володіє українською (рідною), англійською та словацькою мовами.

## Дипломатичний ранг
Надзвичайний і Повноважний Посланник другого класу.